# Димитър Васев
Димитър Николаев Васев е български футболист, защитник, една от легендите на Локомотив (София). На 31 май 2010 г. поема тима след напускането на Драгомир Окука, на 22 ноември 2010 г. е отстранен от поста. На 7 април 2014 г. отново застава начело на Локомотив, заменяйки Стефан Генов.